# Øls-Hørby-Døstrup Pastorat
Øls-Hørby-Døstrup Pastorat er et pastorat i Folkekirken i Hobro-Mariager Provsti, Århus Stift. Det ligger i  Mariagerfjord Kommune, Region Nordjylland. 
Pastoratet omfatter de tre sogne Øls Sogn, Hørby Sogn og Døstrup Sogn, der betjenes af én sognepræst. Det er i øjeblikket (pr. 1.12.2009) Anders Tranholm-Bjerg (kirkebogsfører). 
I forbindelse med menighedsrådsvalget 2008 er menighedsrådene for henholdsvis Øls, Hørby og Døstrup sogne lagt sammen til ét meninghedsråd.